# Young Sup Chung
Pour les articles homonymes, voir Chung.
 (décembre 2017).
Si vous disposez d'ouvrages ou d'articles de référence ou si vous connaissez des sites web de qualité traitant du thème abordé ici, merci de compléter l'article en donnant les références utiles à sa vérifiabilité et en les liant à la section « Notes et références ».
Young Sup Chung est un scientifique et professeur québécois, originaire de la Corée du Sud, né en 1937.
Il est engagé dès 1970 comme professeur au département des sciences biologiques de l'Université de Montréal. 
Il fonde l'École coréenne du Grand Montréal, qu'il dirige bénévolement depuis 1978.

## Distinctions
- 1993 -  Chevalier de l'Ordre national du Québec[1]
- 2001 -  Membre de l'Ordre du Canada[2]
- Ordre de la Corée pour la science, plus haute distinction de ce pays
- Double lauréat de la prime d'excellence de l'Université de Montréal
- Mérite diocésain Monseigneur-Ignace-Bourget (2005)
- Chevalier de Grace Magistrale de l'ordre souverain de Malte